# ポイニクス

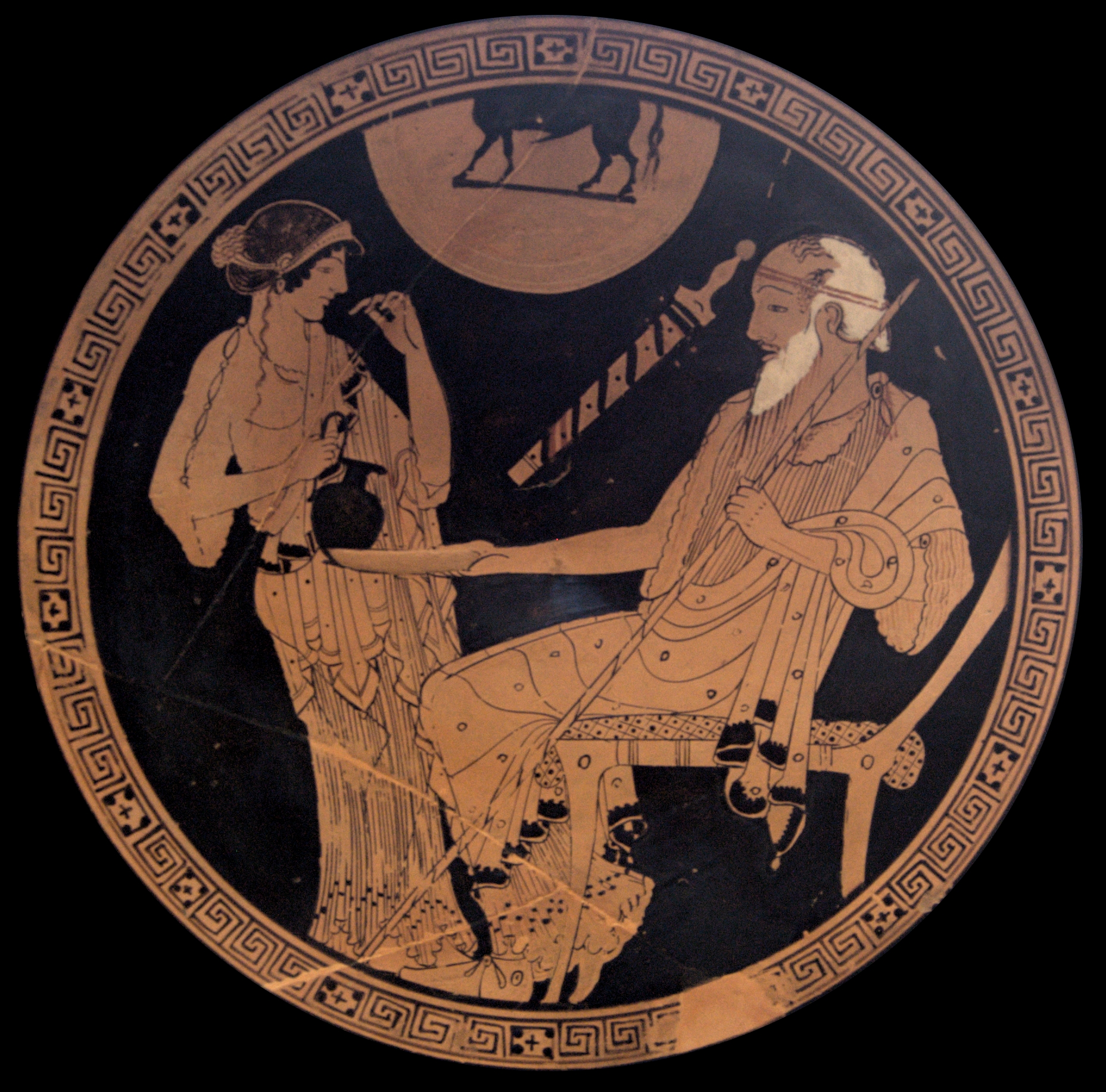
アミュントールの子ポイニクスとブリーセーイス。ルーブル美術館。

ポイニクス（古希: Φοῖνιξ, Phoinix, ラテン語: Phoenix）は、ギリシア神話の人物である。主に
- ポイニーケー王アゲーノールの子
- アミュントールの子

の2名が知られている。

## アゲーノールの子
このポイニクスは、ポイニーケー王アゲーノールとテーレパッサの子で、カドモス、キリクス、エウローペーと兄弟。
エウローペーがゼウスにさらわれたとき、アゲーノールの命令で捜索に出たが、発見できなかったのでポイニーケー、あるいはアフリカに移住した。
ポイニクスの系譜については異説があり、カッシオペイアの夫で、キリクスの父、タソスとテーベーの祖父とされる。あるいはエウローペーの父、アドーニスの父、またあるいはカッシオペイアとの間にカルメーをもうけ、カルメーはブリトマルティスの母になったといわれる。

## アミュントールの子
このポイニクスは、ボイオーティアのエレオーンの王アミュントールの子で、アステュダメイアと兄弟。カリュドーンの猪狩りに参加したといわれる。またトロイア戦争にアキレウス、パトロクロスとともに参加した。

### 父との対立
父アミュントールは妾プティーアーを寵愛し、母をないがしろにした。そのため母はポイニクスに妾を誘惑し、父が妾を嫌うように仕向けてほしいと懇願した。ポイニクスは仕方なく妾を誘惑したが、アミュントールは気づき、ポイニクスを呪って、自分の膝の上にポイニクスの子を乗せないと誓い、それをハーデースとペルセポネーが聞き届けた。ポイニクスは怒ってアミュントールを殺そうとしたが、神がポイニクスを諌めて思い止まらせた。そこでポイニクスは出奔しようとしたが周囲の者が止め、交代でポイニクスを見張った。しかしポイニクスは部屋の扉を破って逃げ、ギリシア各地を放浪した後、テッサリアーのプティーアの王ペーレウスのもとに身を寄せた。ペーレウスは彼を歓迎し、ドロプス人の王とした。
しかしアポロドーロスによると話は逆で、妾のプティーアーがポイニクスを誘惑したが拒まれたため、妾はポイニクスに犯されたとアミュントールに嘘を言い、怒ったアミュントールはポイニクスを盲目にしたという。ポイニクスはペーレウスのところに逃げ、ペーレウスは彼をケイローンのところに案内し、眼を癒してもらったのち、ドロプス人の王とした。ペーレウスはポイニクスにアキレウスの世話を頼み、幼いアキレウスはよくポイニクスを慕い、ポイニクスもアキレウスを大切に育てた。

### トロイア戦争
トロイア戦争ではアガメムノーンが和解の使者オデュッセウス、大アイアースをアキレウスのところに遣わしたときポイニクスも同行し、アキレウスを説得しようとしたが、アキレウスは聞き入れなかった。またパトロクロスがアキレウスの武具をまとって戦ったとき、パトロクロスの第3部隊を指揮した。
アキレウスの死後、オデュッセウスとともにスキューロス島のリュコメーデース王のところに行き、ネオプトレモスの参戦を求めた。戦後、ポイニクスはネオプトレモス、ヘレノスとともに陸路でモロッソス人の国に向かったが、その途中で死んだ。

### その他
小惑星(4543) Phoinixはこのポイニクスにちなんで命名された。